# 杉田弘生
杉田 弘生（すぎた ひろお、1945年9月9日 - ）は、日本の経営者。カノークス元代表取締役社長である。

## 経歴
1945年生まれ。1963年3月に広島大学附属福山高等学校を卒業。1968年(昭和43年)3月に山口大学経済学部を卒業。同年4月に日商岩井（現双日）に入社。1999年(平成11年)4月に同社金属部門統括室長、2000年(平成12年)6月に同社常務取締役管理管掌 兼 管理本部長、2001年(平成13年)6月に同社代表取締役常務取締役管理管 兼 管理本部長、2002年(平成14年)6月に同社代表取締役専務取締役管理管掌 兼 管理本部長を歴任する。
2003年(平成15年)6月にカノークス代表取締役社長に就任。2010年（平成22年）6月に、同社相談役となる。

## 実績・経営への姿勢
- 「カノークスが生産能力増強へ2カ年計画」の中で、原材料の高騰など業界を取り巻く環境は厳しいものの、生産能力の増強で自動車・非自動車部門の拡大を図り、また、営業体制の地域連携を強化し、中期的な目標である売上数量120万トン、経常利益30億円の達成に向けた第1ステップとして取り組んでいくと述べている[4]。